# Irene Guest
Irene May Guest, verheiratete Loog, (* 22. Juli 1900 in Philadelphia; † 14. Juni 1970 in Ocean Gate, New Jersey) war eine US-amerikanische Schwimmerin und olympische Medaillengewinnerin.

## Leben
Guest nahm an den Olympischen Sommerspielen 1920 in Antwerpen teil. Im Einzelwettbewerb über 100 Meter Freistil gewann sie die Silbermedaille. Mit der US-amerikanischen 4-mal-100-Meter-Freistilstaffel gewann sie mit ihren Teamkolleginnen Margaret Woodbridge, Frances Schroth und Ethelda Bleibtrey die Goldmedaille in der Weltrekordzeit von 5:11,6 min.
1990 wurde sie postum in die International Swimming Hall of Fame aufgenommen.